# Tocantins Futebol Clube
Il Tocantins Futebol Clube, noto anche semplicemente come Tocantins de Palmas, è una società calcistica brasiliana con sede nella città di Palmas, capitale dello stato del Tocantins.

## Storia
Il club è stato fondato il 10 ottobre 1999 come Clube Atlético Tocantinense, nel 2006 ha cambiato nome in Tocantins Futebol Clube. Ha vinto il Campionato Tocantinense nel 2008, dopo aver battuto il Gurupi in finale. Il Tocantins ha partecipato al Campeonato Brasileiro Série D nel 2009, dove è stato eliminato alla prima fase.

## Palmarès

### Competizioni statali
- Campionato Tocantinense: 1

2008
- Campeonato Tocantinense Segunda Divisão: 1

2011